# Csombárd, Somogy
Csombárd  este un sat în districtul Kaposvár, județul Somogy, Ungaria, având o populație de 271 de locuitori (2011). 

## Demografie
Componența etnică a satului Csombárd
     Maghiari (100%)
Componența confesională a satului Csombárd
     Romano-catolici (56,09%)
     Reformați (3,69%)
     Fără religie (3,69%)
     Atei (1,11%)
     Necunoscută (35,42%)
Conform recensământului din 2011, satul Csombárd avea 271 de locuitori. Din punct de vedere etnic, majoritatea locuitorilor (100,0%) erau maghiari.  Din punct de vedere confesional, majoritatea locuitorilor (56,09%) erau romano-catolici, existând și minorități de persoane fără religie (3,69%), reformați (3,69%) și atei (1,11%). Pentru 35,42% din locuitori nu este cunoscută apartenența confesională.